# Alma Center
Alma Center is een plaats (village) in de Amerikaanse staat Wisconsin, en valt bestuurlijk gezien onder Jackson County.

## Demografie
Bij de volkstelling in 2000 werd het aantal inwoners vastgesteld op 446. In 2006 is het aantal inwoners door het United States Census Bureau geschat op 452, een stijging van 6 (1,3%).

## Geografie
Volgens het United States Census Bureau beslaat de plaats een oppervlakte van 2,6 km², geheel bestaande uit land. Alma Center ligt op ongeveer 299 m boven zeeniveau.

## Plaatsen in de nabije omgeving
De onderstaande figuur toont nabijgelegen plaatsen in een straal van 24 km rond Alma Center.